# Robert B. Wormald
Robert Bownas Wormald (Bramham, 1834 – Brixton, 4 dicembre 1876) è stato uno scacchista e compositore di scacchi britannico.
È noto per l'attacco Wormald della partita spagnola:
1. e4 e5 2. Cf3 Cc6 3. Ab5 a6 4. Aa4 Cf6 5. De2
Ottenne un B.A. all'università di Oxford nel 1857. 
Nel 1861 si trasferì a Londra, dove frequentava il Kling's Chess and Coffee Rooms di Josef Kling. Vi giocò alcuni match con diversi giocatori dell'epoca. Nel 1874, dopo la morte di Howard Staunton, gli succedette nella redazione della rubrica scacchistica del giornale The Illustrated London News.
Scrisse due libri sugli scacchi:
- The Handbook of Chess (1860), disponibile online su Google Books
- The Chess Openings (1875), disponibile online su eBooks and Texts

Wormald fu anche un valente compositore di problemi. Due esempi:
|   | a | b | c | d | e | f | g | h |   |
| 8 | f8 cavallo del nero · e7 alfiere del bianco · h7 pedone del nero · e6 pedone del nero · h6 pedone del bianco · d5 pedone del nero · e5 re del nero · c4 pedone del bianco · d4 pedone del nero · g4 re del bianco · h4 cavallo del bianco · f3 pedone del bianco · g3 pedone del nero · h3 pedone del nero · d2 cavallo del bianco · e2 donna del nero · d1 donna del bianco · f1 alfiere del nero · h1 torre del nero | f8 cavallo del nero · e7 alfiere del bianco · h7 pedone del nero · e6 pedone del nero · h6 pedone del bianco · d5 pedone del nero · e5 re del nero · c4 pedone del bianco · d4 pedone del nero · g4 re del bianco · h4 cavallo del bianco · f3 pedone del bianco · g3 pedone del nero · h3 pedone del nero · d2 cavallo del bianco · e2 donna del nero · d1 donna del bianco · f1 alfiere del nero · h1 torre del nero | f8 cavallo del nero · e7 alfiere del bianco · h7 pedone del nero · e6 pedone del nero · h6 pedone del bianco · d5 pedone del nero · e5 re del nero · c4 pedone del bianco · d4 pedone del nero · g4 re del bianco · h4 cavallo del bianco · f3 pedone del bianco · g3 pedone del nero · h3 pedone del nero · d2 cavallo del bianco · e2 donna del nero · d1 donna del bianco · f1 alfiere del nero · h1 torre del nero | f8 cavallo del nero · e7 alfiere del bianco · h7 pedone del nero · e6 pedone del nero · h6 pedone del bianco · d5 pedone del nero · e5 re del nero · c4 pedone del bianco · d4 pedone del nero · g4 re del bianco · h4 cavallo del bianco · f3 pedone del bianco · g3 pedone del nero · h3 pedone del nero · d2 cavallo del bianco · e2 donna del nero · d1 donna del bianco · f1 alfiere del nero · h1 torre del nero | f8 cavallo del nero · e7 alfiere del bianco · h7 pedone del nero · e6 pedone del nero · h6 pedone del bianco · d5 pedone del nero · e5 re del nero · c4 pedone del bianco · d4 pedone del nero · g4 re del bianco · h4 cavallo del bianco · f3 pedone del bianco · g3 pedone del nero · h3 pedone del nero · d2 cavallo del bianco · e2 donna del nero · d1 donna del bianco · f1 alfiere del nero · h1 torre del nero | f8 cavallo del nero · e7 alfiere del bianco · h7 pedone del nero · e6 pedone del nero · h6 pedone del bianco · d5 pedone del nero · e5 re del nero · c4 pedone del bianco · d4 pedone del nero · g4 re del bianco · h4 cavallo del bianco · f3 pedone del bianco · g3 pedone del nero · h3 pedone del nero · d2 cavallo del bianco · e2 donna del nero · d1 donna del bianco · f1 alfiere del nero · h1 torre del nero | f8 cavallo del nero · e7 alfiere del bianco · h7 pedone del nero · e6 pedone del nero · h6 pedone del bianco · d5 pedone del nero · e5 re del nero · c4 pedone del bianco · d4 pedone del nero · g4 re del bianco · h4 cavallo del bianco · f3 pedone del bianco · g3 pedone del nero · h3 pedone del nero · d2 cavallo del bianco · e2 donna del nero · d1 donna del bianco · f1 alfiere del nero · h1 torre del nero | f8 cavallo del nero · e7 alfiere del bianco · h7 pedone del nero · e6 pedone del nero · h6 pedone del bianco · d5 pedone del nero · e5 re del nero · c4 pedone del bianco · d4 pedone del nero · g4 re del bianco · h4 cavallo del bianco · f3 pedone del bianco · g3 pedone del nero · h3 pedone del nero · d2 cavallo del bianco · e2 donna del nero · d1 donna del bianco · f1 alfiere del nero · h1 torre del nero | 8 |
| 7 | f8 cavallo del nero · e7 alfiere del bianco · h7 pedone del nero · e6 pedone del nero · h6 pedone del bianco · d5 pedone del nero · e5 re del nero · c4 pedone del bianco · d4 pedone del nero · g4 re del bianco · h4 cavallo del bianco · f3 pedone del bianco · g3 pedone del nero · h3 pedone del nero · d2 cavallo del bianco · e2 donna del nero · d1 donna del bianco · f1 alfiere del nero · h1 torre del nero | f8 cavallo del nero · e7 alfiere del bianco · h7 pedone del nero · e6 pedone del nero · h6 pedone del bianco · d5 pedone del nero · e5 re del nero · c4 pedone del bianco · d4 pedone del nero · g4 re del bianco · h4 cavallo del bianco · f3 pedone del bianco · g3 pedone del nero · h3 pedone del nero · d2 cavallo del bianco · e2 donna del nero · d1 donna del bianco · f1 alfiere del nero · h1 torre del nero | f8 cavallo del nero · e7 alfiere del bianco · h7 pedone del nero · e6 pedone del nero · h6 pedone del bianco · d5 pedone del nero · e5 re del nero · c4 pedone del bianco · d4 pedone del nero · g4 re del bianco · h4 cavallo del bianco · f3 pedone del bianco · g3 pedone del nero · h3 pedone del nero · d2 cavallo del bianco · e2 donna del nero · d1 donna del bianco · f1 alfiere del nero · h1 torre del nero | f8 cavallo del nero · e7 alfiere del bianco · h7 pedone del nero · e6 pedone del nero · h6 pedone del bianco · d5 pedone del nero · e5 re del nero · c4 pedone del bianco · d4 pedone del nero · g4 re del bianco · h4 cavallo del bianco · f3 pedone del bianco · g3 pedone del nero · h3 pedone del nero · d2 cavallo del bianco · e2 donna del nero · d1 donna del bianco · f1 alfiere del nero · h1 torre del nero | f8 cavallo del nero · e7 alfiere del bianco · h7 pedone del nero · e6 pedone del nero · h6 pedone del bianco · d5 pedone del nero · e5 re del nero · c4 pedone del bianco · d4 pedone del nero · g4 re del bianco · h4 cavallo del bianco · f3 pedone del bianco · g3 pedone del nero · h3 pedone del nero · d2 cavallo del bianco · e2 donna del nero · d1 donna del bianco · f1 alfiere del nero · h1 torre del nero | f8 cavallo del nero · e7 alfiere del bianco · h7 pedone del nero · e6 pedone del nero · h6 pedone del bianco · d5 pedone del nero · e5 re del nero · c4 pedone del bianco · d4 pedone del nero · g4 re del bianco · h4 cavallo del bianco · f3 pedone del bianco · g3 pedone del nero · h3 pedone del nero · d2 cavallo del bianco · e2 donna del nero · d1 donna del bianco · f1 alfiere del nero · h1 torre del nero | f8 cavallo del nero · e7 alfiere del bianco · h7 pedone del nero · e6 pedone del nero · h6 pedone del bianco · d5 pedone del nero · e5 re del nero · c4 pedone del bianco · d4 pedone del nero · g4 re del bianco · h4 cavallo del bianco · f3 pedone del bianco · g3 pedone del nero · h3 pedone del nero · d2 cavallo del bianco · e2 donna del nero · d1 donna del bianco · f1 alfiere del nero · h1 torre del nero | f8 cavallo del nero · e7 alfiere del bianco · h7 pedone del nero · e6 pedone del nero · h6 pedone del bianco · d5 pedone del nero · e5 re del nero · c4 pedone del bianco · d4 pedone del nero · g4 re del bianco · h4 cavallo del bianco · f3 pedone del bianco · g3 pedone del nero · h3 pedone del nero · d2 cavallo del bianco · e2 donna del nero · d1 donna del bianco · f1 alfiere del nero · h1 torre del nero | 7 |
| 6 | f8 cavallo del nero · e7 alfiere del bianco · h7 pedone del nero · e6 pedone del nero · h6 pedone del bianco · d5 pedone del nero · e5 re del nero · c4 pedone del bianco · d4 pedone del nero · g4 re del bianco · h4 cavallo del bianco · f3 pedone del bianco · g3 pedone del nero · h3 pedone del nero · d2 cavallo del bianco · e2 donna del nero · d1 donna del bianco · f1 alfiere del nero · h1 torre del nero | f8 cavallo del nero · e7 alfiere del bianco · h7 pedone del nero · e6 pedone del nero · h6 pedone del bianco · d5 pedone del nero · e5 re del nero · c4 pedone del bianco · d4 pedone del nero · g4 re del bianco · h4 cavallo del bianco · f3 pedone del bianco · g3 pedone del nero · h3 pedone del nero · d2 cavallo del bianco · e2 donna del nero · d1 donna del bianco · f1 alfiere del nero · h1 torre del nero | f8 cavallo del nero · e7 alfiere del bianco · h7 pedone del nero · e6 pedone del nero · h6 pedone del bianco · d5 pedone del nero · e5 re del nero · c4 pedone del bianco · d4 pedone del nero · g4 re del bianco · h4 cavallo del bianco · f3 pedone del bianco · g3 pedone del nero · h3 pedone del nero · d2 cavallo del bianco · e2 donna del nero · d1 donna del bianco · f1 alfiere del nero · h1 torre del nero | f8 cavallo del nero · e7 alfiere del bianco · h7 pedone del nero · e6 pedone del nero · h6 pedone del bianco · d5 pedone del nero · e5 re del nero · c4 pedone del bianco · d4 pedone del nero · g4 re del bianco · h4 cavallo del bianco · f3 pedone del bianco · g3 pedone del nero · h3 pedone del nero · d2 cavallo del bianco · e2 donna del nero · d1 donna del bianco · f1 alfiere del nero · h1 torre del nero | f8 cavallo del nero · e7 alfiere del bianco · h7 pedone del nero · e6 pedone del nero · h6 pedone del bianco · d5 pedone del nero · e5 re del nero · c4 pedone del bianco · d4 pedone del nero · g4 re del bianco · h4 cavallo del bianco · f3 pedone del bianco · g3 pedone del nero · h3 pedone del nero · d2 cavallo del bianco · e2 donna del nero · d1 donna del bianco · f1 alfiere del nero · h1 torre del nero | f8 cavallo del nero · e7 alfiere del bianco · h7 pedone del nero · e6 pedone del nero · h6 pedone del bianco · d5 pedone del nero · e5 re del nero · c4 pedone del bianco · d4 pedone del nero · g4 re del bianco · h4 cavallo del bianco · f3 pedone del bianco · g3 pedone del nero · h3 pedone del nero · d2 cavallo del bianco · e2 donna del nero · d1 donna del bianco · f1 alfiere del nero · h1 torre del nero | f8 cavallo del nero · e7 alfiere del bianco · h7 pedone del nero · e6 pedone del nero · h6 pedone del bianco · d5 pedone del nero · e5 re del nero · c4 pedone del bianco · d4 pedone del nero · g4 re del bianco · h4 cavallo del bianco · f3 pedone del bianco · g3 pedone del nero · h3 pedone del nero · d2 cavallo del bianco · e2 donna del nero · d1 donna del bianco · f1 alfiere del nero · h1 torre del nero | f8 cavallo del nero · e7 alfiere del bianco · h7 pedone del nero · e6 pedone del nero · h6 pedone del bianco · d5 pedone del nero · e5 re del nero · c4 pedone del bianco · d4 pedone del nero · g4 re del bianco · h4 cavallo del bianco · f3 pedone del bianco · g3 pedone del nero · h3 pedone del nero · d2 cavallo del bianco · e2 donna del nero · d1 donna del bianco · f1 alfiere del nero · h1 torre del nero | 6 |
| 5 | f8 cavallo del nero · e7 alfiere del bianco · h7 pedone del nero · e6 pedone del nero · h6 pedone del bianco · d5 pedone del nero · e5 re del nero · c4 pedone del bianco · d4 pedone del nero · g4 re del bianco · h4 cavallo del bianco · f3 pedone del bianco · g3 pedone del nero · h3 pedone del nero · d2 cavallo del bianco · e2 donna del nero · d1 donna del bianco · f1 alfiere del nero · h1 torre del nero | f8 cavallo del nero · e7 alfiere del bianco · h7 pedone del nero · e6 pedone del nero · h6 pedone del bianco · d5 pedone del nero · e5 re del nero · c4 pedone del bianco · d4 pedone del nero · g4 re del bianco · h4 cavallo del bianco · f3 pedone del bianco · g3 pedone del nero · h3 pedone del nero · d2 cavallo del bianco · e2 donna del nero · d1 donna del bianco · f1 alfiere del nero · h1 torre del nero | f8 cavallo del nero · e7 alfiere del bianco · h7 pedone del nero · e6 pedone del nero · h6 pedone del bianco · d5 pedone del nero · e5 re del nero · c4 pedone del bianco · d4 pedone del nero · g4 re del bianco · h4 cavallo del bianco · f3 pedone del bianco · g3 pedone del nero · h3 pedone del nero · d2 cavallo del bianco · e2 donna del nero · d1 donna del bianco · f1 alfiere del nero · h1 torre del nero | f8 cavallo del nero · e7 alfiere del bianco · h7 pedone del nero · e6 pedone del nero · h6 pedone del bianco · d5 pedone del nero · e5 re del nero · c4 pedone del bianco · d4 pedone del nero · g4 re del bianco · h4 cavallo del bianco · f3 pedone del bianco · g3 pedone del nero · h3 pedone del nero · d2 cavallo del bianco · e2 donna del nero · d1 donna del bianco · f1 alfiere del nero · h1 torre del nero | f8 cavallo del nero · e7 alfiere del bianco · h7 pedone del nero · e6 pedone del nero · h6 pedone del bianco · d5 pedone del nero · e5 re del nero · c4 pedone del bianco · d4 pedone del nero · g4 re del bianco · h4 cavallo del bianco · f3 pedone del bianco · g3 pedone del nero · h3 pedone del nero · d2 cavallo del bianco · e2 donna del nero · d1 donna del bianco · f1 alfiere del nero · h1 torre del nero | f8 cavallo del nero · e7 alfiere del bianco · h7 pedone del nero · e6 pedone del nero · h6 pedone del bianco · d5 pedone del nero · e5 re del nero · c4 pedone del bianco · d4 pedone del nero · g4 re del bianco · h4 cavallo del bianco · f3 pedone del bianco · g3 pedone del nero · h3 pedone del nero · d2 cavallo del bianco · e2 donna del nero · d1 donna del bianco · f1 alfiere del nero · h1 torre del nero | f8 cavallo del nero · e7 alfiere del bianco · h7 pedone del nero · e6 pedone del nero · h6 pedone del bianco · d5 pedone del nero · e5 re del nero · c4 pedone del bianco · d4 pedone del nero · g4 re del bianco · h4 cavallo del bianco · f3 pedone del bianco · g3 pedone del nero · h3 pedone del nero · d2 cavallo del bianco · e2 donna del nero · d1 donna del bianco · f1 alfiere del nero · h1 torre del nero | f8 cavallo del nero · e7 alfiere del bianco · h7 pedone del nero · e6 pedone del nero · h6 pedone del bianco · d5 pedone del nero · e5 re del nero · c4 pedone del bianco · d4 pedone del nero · g4 re del bianco · h4 cavallo del bianco · f3 pedone del bianco · g3 pedone del nero · h3 pedone del nero · d2 cavallo del bianco · e2 donna del nero · d1 donna del bianco · f1 alfiere del nero · h1 torre del nero | 5 |
| 4 | f8 cavallo del nero · e7 alfiere del bianco · h7 pedone del nero · e6 pedone del nero · h6 pedone del bianco · d5 pedone del nero · e5 re del nero · c4 pedone del bianco · d4 pedone del nero · g4 re del bianco · h4 cavallo del bianco · f3 pedone del bianco · g3 pedone del nero · h3 pedone del nero · d2 cavallo del bianco · e2 donna del nero · d1 donna del bianco · f1 alfiere del nero · h1 torre del nero | f8 cavallo del nero · e7 alfiere del bianco · h7 pedone del nero · e6 pedone del nero · h6 pedone del bianco · d5 pedone del nero · e5 re del nero · c4 pedone del bianco · d4 pedone del nero · g4 re del bianco · h4 cavallo del bianco · f3 pedone del bianco · g3 pedone del nero · h3 pedone del nero · d2 cavallo del bianco · e2 donna del nero · d1 donna del bianco · f1 alfiere del nero · h1 torre del nero | f8 cavallo del nero · e7 alfiere del bianco · h7 pedone del nero · e6 pedone del nero · h6 pedone del bianco · d5 pedone del nero · e5 re del nero · c4 pedone del bianco · d4 pedone del nero · g4 re del bianco · h4 cavallo del bianco · f3 pedone del bianco · g3 pedone del nero · h3 pedone del nero · d2 cavallo del bianco · e2 donna del nero · d1 donna del bianco · f1 alfiere del nero · h1 torre del nero | f8 cavallo del nero · e7 alfiere del bianco · h7 pedone del nero · e6 pedone del nero · h6 pedone del bianco · d5 pedone del nero · e5 re del nero · c4 pedone del bianco · d4 pedone del nero · g4 re del bianco · h4 cavallo del bianco · f3 pedone del bianco · g3 pedone del nero · h3 pedone del nero · d2 cavallo del bianco · e2 donna del nero · d1 donna del bianco · f1 alfiere del nero · h1 torre del nero | f8 cavallo del nero · e7 alfiere del bianco · h7 pedone del nero · e6 pedone del nero · h6 pedone del bianco · d5 pedone del nero · e5 re del nero · c4 pedone del bianco · d4 pedone del nero · g4 re del bianco · h4 cavallo del bianco · f3 pedone del bianco · g3 pedone del nero · h3 pedone del nero · d2 cavallo del bianco · e2 donna del nero · d1 donna del bianco · f1 alfiere del nero · h1 torre del nero | f8 cavallo del nero · e7 alfiere del bianco · h7 pedone del nero · e6 pedone del nero · h6 pedone del bianco · d5 pedone del nero · e5 re del nero · c4 pedone del bianco · d4 pedone del nero · g4 re del bianco · h4 cavallo del bianco · f3 pedone del bianco · g3 pedone del nero · h3 pedone del nero · d2 cavallo del bianco · e2 donna del nero · d1 donna del bianco · f1 alfiere del nero · h1 torre del nero | f8 cavallo del nero · e7 alfiere del bianco · h7 pedone del nero · e6 pedone del nero · h6 pedone del bianco · d5 pedone del nero · e5 re del nero · c4 pedone del bianco · d4 pedone del nero · g4 re del bianco · h4 cavallo del bianco · f3 pedone del bianco · g3 pedone del nero · h3 pedone del nero · d2 cavallo del bianco · e2 donna del nero · d1 donna del bianco · f1 alfiere del nero · h1 torre del nero | f8 cavallo del nero · e7 alfiere del bianco · h7 pedone del nero · e6 pedone del nero · h6 pedone del bianco · d5 pedone del nero · e5 re del nero · c4 pedone del bianco · d4 pedone del nero · g4 re del bianco · h4 cavallo del bianco · f3 pedone del bianco · g3 pedone del nero · h3 pedone del nero · d2 cavallo del bianco · e2 donna del nero · d1 donna del bianco · f1 alfiere del nero · h1 torre del nero | 4 |
| 3 | f8 cavallo del nero · e7 alfiere del bianco · h7 pedone del nero · e6 pedone del nero · h6 pedone del bianco · d5 pedone del nero · e5 re del nero · c4 pedone del bianco · d4 pedone del nero · g4 re del bianco · h4 cavallo del bianco · f3 pedone del bianco · g3 pedone del nero · h3 pedone del nero · d2 cavallo del bianco · e2 donna del nero · d1 donna del bianco · f1 alfiere del nero · h1 torre del nero | f8 cavallo del nero · e7 alfiere del bianco · h7 pedone del nero · e6 pedone del nero · h6 pedone del bianco · d5 pedone del nero · e5 re del nero · c4 pedone del bianco · d4 pedone del nero · g4 re del bianco · h4 cavallo del bianco · f3 pedone del bianco · g3 pedone del nero · h3 pedone del nero · d2 cavallo del bianco · e2 donna del nero · d1 donna del bianco · f1 alfiere del nero · h1 torre del nero | f8 cavallo del nero · e7 alfiere del bianco · h7 pedone del nero · e6 pedone del nero · h6 pedone del bianco · d5 pedone del nero · e5 re del nero · c4 pedone del bianco · d4 pedone del nero · g4 re del bianco · h4 cavallo del bianco · f3 pedone del bianco · g3 pedone del nero · h3 pedone del nero · d2 cavallo del bianco · e2 donna del nero · d1 donna del bianco · f1 alfiere del nero · h1 torre del nero | f8 cavallo del nero · e7 alfiere del bianco · h7 pedone del nero · e6 pedone del nero · h6 pedone del bianco · d5 pedone del nero · e5 re del nero · c4 pedone del bianco · d4 pedone del nero · g4 re del bianco · h4 cavallo del bianco · f3 pedone del bianco · g3 pedone del nero · h3 pedone del nero · d2 cavallo del bianco · e2 donna del nero · d1 donna del bianco · f1 alfiere del nero · h1 torre del nero | f8 cavallo del nero · e7 alfiere del bianco · h7 pedone del nero · e6 pedone del nero · h6 pedone del bianco · d5 pedone del nero · e5 re del nero · c4 pedone del bianco · d4 pedone del nero · g4 re del bianco · h4 cavallo del bianco · f3 pedone del bianco · g3 pedone del nero · h3 pedone del nero · d2 cavallo del bianco · e2 donna del nero · d1 donna del bianco · f1 alfiere del nero · h1 torre del nero | f8 cavallo del nero · e7 alfiere del bianco · h7 pedone del nero · e6 pedone del nero · h6 pedone del bianco · d5 pedone del nero · e5 re del nero · c4 pedone del bianco · d4 pedone del nero · g4 re del bianco · h4 cavallo del bianco · f3 pedone del bianco · g3 pedone del nero · h3 pedone del nero · d2 cavallo del bianco · e2 donna del nero · d1 donna del bianco · f1 alfiere del nero · h1 torre del nero | f8 cavallo del nero · e7 alfiere del bianco · h7 pedone del nero · e6 pedone del nero · h6 pedone del bianco · d5 pedone del nero · e5 re del nero · c4 pedone del bianco · d4 pedone del nero · g4 re del bianco · h4 cavallo del bianco · f3 pedone del bianco · g3 pedone del nero · h3 pedone del nero · d2 cavallo del bianco · e2 donna del nero · d1 donna del bianco · f1 alfiere del nero · h1 torre del nero | f8 cavallo del nero · e7 alfiere del bianco · h7 pedone del nero · e6 pedone del nero · h6 pedone del bianco · d5 pedone del nero · e5 re del nero · c4 pedone del bianco · d4 pedone del nero · g4 re del bianco · h4 cavallo del bianco · f3 pedone del bianco · g3 pedone del nero · h3 pedone del nero · d2 cavallo del bianco · e2 donna del nero · d1 donna del bianco · f1 alfiere del nero · h1 torre del nero | 3 |
| 2 | f8 cavallo del nero · e7 alfiere del bianco · h7 pedone del nero · e6 pedone del nero · h6 pedone del bianco · d5 pedone del nero · e5 re del nero · c4 pedone del bianco · d4 pedone del nero · g4 re del bianco · h4 cavallo del bianco · f3 pedone del bianco · g3 pedone del nero · h3 pedone del nero · d2 cavallo del bianco · e2 donna del nero · d1 donna del bianco · f1 alfiere del nero · h1 torre del nero | f8 cavallo del nero · e7 alfiere del bianco · h7 pedone del nero · e6 pedone del nero · h6 pedone del bianco · d5 pedone del nero · e5 re del nero · c4 pedone del bianco · d4 pedone del nero · g4 re del bianco · h4 cavallo del bianco · f3 pedone del bianco · g3 pedone del nero · h3 pedone del nero · d2 cavallo del bianco · e2 donna del nero · d1 donna del bianco · f1 alfiere del nero · h1 torre del nero | f8 cavallo del nero · e7 alfiere del bianco · h7 pedone del nero · e6 pedone del nero · h6 pedone del bianco · d5 pedone del nero · e5 re del nero · c4 pedone del bianco · d4 pedone del nero · g4 re del bianco · h4 cavallo del bianco · f3 pedone del bianco · g3 pedone del nero · h3 pedone del nero · d2 cavallo del bianco · e2 donna del nero · d1 donna del bianco · f1 alfiere del nero · h1 torre del nero | f8 cavallo del nero · e7 alfiere del bianco · h7 pedone del nero · e6 pedone del nero · h6 pedone del bianco · d5 pedone del nero · e5 re del nero · c4 pedone del bianco · d4 pedone del nero · g4 re del bianco · h4 cavallo del bianco · f3 pedone del bianco · g3 pedone del nero · h3 pedone del nero · d2 cavallo del bianco · e2 donna del nero · d1 donna del bianco · f1 alfiere del nero · h1 torre del nero | f8 cavallo del nero · e7 alfiere del bianco · h7 pedone del nero · e6 pedone del nero · h6 pedone del bianco · d5 pedone del nero · e5 re del nero · c4 pedone del bianco · d4 pedone del nero · g4 re del bianco · h4 cavallo del bianco · f3 pedone del bianco · g3 pedone del nero · h3 pedone del nero · d2 cavallo del bianco · e2 donna del nero · d1 donna del bianco · f1 alfiere del nero · h1 torre del nero | f8 cavallo del nero · e7 alfiere del bianco · h7 pedone del nero · e6 pedone del nero · h6 pedone del bianco · d5 pedone del nero · e5 re del nero · c4 pedone del bianco · d4 pedone del nero · g4 re del bianco · h4 cavallo del bianco · f3 pedone del bianco · g3 pedone del nero · h3 pedone del nero · d2 cavallo del bianco · e2 donna del nero · d1 donna del bianco · f1 alfiere del nero · h1 torre del nero | f8 cavallo del nero · e7 alfiere del bianco · h7 pedone del nero · e6 pedone del nero · h6 pedone del bianco · d5 pedone del nero · e5 re del nero · c4 pedone del bianco · d4 pedone del nero · g4 re del bianco · h4 cavallo del bianco · f3 pedone del bianco · g3 pedone del nero · h3 pedone del nero · d2 cavallo del bianco · e2 donna del nero · d1 donna del bianco · f1 alfiere del nero · h1 torre del nero | f8 cavallo del nero · e7 alfiere del bianco · h7 pedone del nero · e6 pedone del nero · h6 pedone del bianco · d5 pedone del nero · e5 re del nero · c4 pedone del bianco · d4 pedone del nero · g4 re del bianco · h4 cavallo del bianco · f3 pedone del bianco · g3 pedone del nero · h3 pedone del nero · d2 cavallo del bianco · e2 donna del nero · d1 donna del bianco · f1 alfiere del nero · h1 torre del nero | 2 |
| 1 | f8 cavallo del nero · e7 alfiere del bianco · h7 pedone del nero · e6 pedone del nero · h6 pedone del bianco · d5 pedone del nero · e5 re del nero · c4 pedone del bianco · d4 pedone del nero · g4 re del bianco · h4 cavallo del bianco · f3 pedone del bianco · g3 pedone del nero · h3 pedone del nero · d2 cavallo del bianco · e2 donna del nero · d1 donna del bianco · f1 alfiere del nero · h1 torre del nero | f8 cavallo del nero · e7 alfiere del bianco · h7 pedone del nero · e6 pedone del nero · h6 pedone del bianco · d5 pedone del nero · e5 re del nero · c4 pedone del bianco · d4 pedone del nero · g4 re del bianco · h4 cavallo del bianco · f3 pedone del bianco · g3 pedone del nero · h3 pedone del nero · d2 cavallo del bianco · e2 donna del nero · d1 donna del bianco · f1 alfiere del nero · h1 torre del nero | f8 cavallo del nero · e7 alfiere del bianco · h7 pedone del nero · e6 pedone del nero · h6 pedone del bianco · d5 pedone del nero · e5 re del nero · c4 pedone del bianco · d4 pedone del nero · g4 re del bianco · h4 cavallo del bianco · f3 pedone del bianco · g3 pedone del nero · h3 pedone del nero · d2 cavallo del bianco · e2 donna del nero · d1 donna del bianco · f1 alfiere del nero · h1 torre del nero | f8 cavallo del nero · e7 alfiere del bianco · h7 pedone del nero · e6 pedone del nero · h6 pedone del bianco · d5 pedone del nero · e5 re del nero · c4 pedone del bianco · d4 pedone del nero · g4 re del bianco · h4 cavallo del bianco · f3 pedone del bianco · g3 pedone del nero · h3 pedone del nero · d2 cavallo del bianco · e2 donna del nero · d1 donna del bianco · f1 alfiere del nero · h1 torre del nero | f8 cavallo del nero · e7 alfiere del bianco · h7 pedone del nero · e6 pedone del nero · h6 pedone del bianco · d5 pedone del nero · e5 re del nero · c4 pedone del bianco · d4 pedone del nero · g4 re del bianco · h4 cavallo del bianco · f3 pedone del bianco · g3 pedone del nero · h3 pedone del nero · d2 cavallo del bianco · e2 donna del nero · d1 donna del bianco · f1 alfiere del nero · h1 torre del nero | f8 cavallo del nero · e7 alfiere del bianco · h7 pedone del nero · e6 pedone del nero · h6 pedone del bianco · d5 pedone del nero · e5 re del nero · c4 pedone del bianco · d4 pedone del nero · g4 re del bianco · h4 cavallo del bianco · f3 pedone del bianco · g3 pedone del nero · h3 pedone del nero · d2 cavallo del bianco · e2 donna del nero · d1 donna del bianco · f1 alfiere del nero · h1 torre del nero | f8 cavallo del nero · e7 alfiere del bianco · h7 pedone del nero · e6 pedone del nero · h6 pedone del bianco · d5 pedone del nero · e5 re del nero · c4 pedone del bianco · d4 pedone del nero · g4 re del bianco · h4 cavallo del bianco · f3 pedone del bianco · g3 pedone del nero · h3 pedone del nero · d2 cavallo del bianco · e2 donna del nero · d1 donna del bianco · f1 alfiere del nero · h1 torre del nero | f8 cavallo del nero · e7 alfiere del bianco · h7 pedone del nero · e6 pedone del nero · h6 pedone del bianco · d5 pedone del nero · e5 re del nero · c4 pedone del bianco · d4 pedone del nero · g4 re del bianco · h4 cavallo del bianco · f3 pedone del bianco · g3 pedone del nero · h3 pedone del nero · d2 cavallo del bianco · e2 donna del nero · d1 donna del bianco · f1 alfiere del nero · h1 torre del nero | 1 |
|   | a | b | c | d | e | f | g | h |   |

Soluzione:
1. De1!  (min. 2. Dxg3#)
1... Dxe1  2. f4#

1... Tg1  2. Ce4 Cd7  3. Ad6#

 (2... dxe4/dxc4  3. Da5#;  2... Dxe4+  3.f4#)

1... Cg6  2. Cxg6+ hxg6  3. Dxg3#

1... dxc4  2. Dxg3+ Rd5  3. Dd6#

|   | a | b | c | d | e | f | g | h |   |
| 8 | h8 cavallo del nero · b7 pedone del nero · g7 donna del nero · b6 pedone del bianco · d6 torre del bianco · c5 pedone del bianco · d5 cavallo del bianco · e5 re del nero · g5 alfiere del nero · d4 cavallo del bianco · f4 pedone del nero · h4 pedone del nero · f3 alfiere del bianco · h3 pedone del bianco · f2 pedone del bianco · a1 re del bianco | h8 cavallo del nero · b7 pedone del nero · g7 donna del nero · b6 pedone del bianco · d6 torre del bianco · c5 pedone del bianco · d5 cavallo del bianco · e5 re del nero · g5 alfiere del nero · d4 cavallo del bianco · f4 pedone del nero · h4 pedone del nero · f3 alfiere del bianco · h3 pedone del bianco · f2 pedone del bianco · a1 re del bianco | h8 cavallo del nero · b7 pedone del nero · g7 donna del nero · b6 pedone del bianco · d6 torre del bianco · c5 pedone del bianco · d5 cavallo del bianco · e5 re del nero · g5 alfiere del nero · d4 cavallo del bianco · f4 pedone del nero · h4 pedone del nero · f3 alfiere del bianco · h3 pedone del bianco · f2 pedone del bianco · a1 re del bianco | h8 cavallo del nero · b7 pedone del nero · g7 donna del nero · b6 pedone del bianco · d6 torre del bianco · c5 pedone del bianco · d5 cavallo del bianco · e5 re del nero · g5 alfiere del nero · d4 cavallo del bianco · f4 pedone del nero · h4 pedone del nero · f3 alfiere del bianco · h3 pedone del bianco · f2 pedone del bianco · a1 re del bianco | h8 cavallo del nero · b7 pedone del nero · g7 donna del nero · b6 pedone del bianco · d6 torre del bianco · c5 pedone del bianco · d5 cavallo del bianco · e5 re del nero · g5 alfiere del nero · d4 cavallo del bianco · f4 pedone del nero · h4 pedone del nero · f3 alfiere del bianco · h3 pedone del bianco · f2 pedone del bianco · a1 re del bianco | h8 cavallo del nero · b7 pedone del nero · g7 donna del nero · b6 pedone del bianco · d6 torre del bianco · c5 pedone del bianco · d5 cavallo del bianco · e5 re del nero · g5 alfiere del nero · d4 cavallo del bianco · f4 pedone del nero · h4 pedone del nero · f3 alfiere del bianco · h3 pedone del bianco · f2 pedone del bianco · a1 re del bianco | h8 cavallo del nero · b7 pedone del nero · g7 donna del nero · b6 pedone del bianco · d6 torre del bianco · c5 pedone del bianco · d5 cavallo del bianco · e5 re del nero · g5 alfiere del nero · d4 cavallo del bianco · f4 pedone del nero · h4 pedone del nero · f3 alfiere del bianco · h3 pedone del bianco · f2 pedone del bianco · a1 re del bianco | h8 cavallo del nero · b7 pedone del nero · g7 donna del nero · b6 pedone del bianco · d6 torre del bianco · c5 pedone del bianco · d5 cavallo del bianco · e5 re del nero · g5 alfiere del nero · d4 cavallo del bianco · f4 pedone del nero · h4 pedone del nero · f3 alfiere del bianco · h3 pedone del bianco · f2 pedone del bianco · a1 re del bianco | 8 |
| 7 | h8 cavallo del nero · b7 pedone del nero · g7 donna del nero · b6 pedone del bianco · d6 torre del bianco · c5 pedone del bianco · d5 cavallo del bianco · e5 re del nero · g5 alfiere del nero · d4 cavallo del bianco · f4 pedone del nero · h4 pedone del nero · f3 alfiere del bianco · h3 pedone del bianco · f2 pedone del bianco · a1 re del bianco | h8 cavallo del nero · b7 pedone del nero · g7 donna del nero · b6 pedone del bianco · d6 torre del bianco · c5 pedone del bianco · d5 cavallo del bianco · e5 re del nero · g5 alfiere del nero · d4 cavallo del bianco · f4 pedone del nero · h4 pedone del nero · f3 alfiere del bianco · h3 pedone del bianco · f2 pedone del bianco · a1 re del bianco | h8 cavallo del nero · b7 pedone del nero · g7 donna del nero · b6 pedone del bianco · d6 torre del bianco · c5 pedone del bianco · d5 cavallo del bianco · e5 re del nero · g5 alfiere del nero · d4 cavallo del bianco · f4 pedone del nero · h4 pedone del nero · f3 alfiere del bianco · h3 pedone del bianco · f2 pedone del bianco · a1 re del bianco | h8 cavallo del nero · b7 pedone del nero · g7 donna del nero · b6 pedone del bianco · d6 torre del bianco · c5 pedone del bianco · d5 cavallo del bianco · e5 re del nero · g5 alfiere del nero · d4 cavallo del bianco · f4 pedone del nero · h4 pedone del nero · f3 alfiere del bianco · h3 pedone del bianco · f2 pedone del bianco · a1 re del bianco | h8 cavallo del nero · b7 pedone del nero · g7 donna del nero · b6 pedone del bianco · d6 torre del bianco · c5 pedone del bianco · d5 cavallo del bianco · e5 re del nero · g5 alfiere del nero · d4 cavallo del bianco · f4 pedone del nero · h4 pedone del nero · f3 alfiere del bianco · h3 pedone del bianco · f2 pedone del bianco · a1 re del bianco | h8 cavallo del nero · b7 pedone del nero · g7 donna del nero · b6 pedone del bianco · d6 torre del bianco · c5 pedone del bianco · d5 cavallo del bianco · e5 re del nero · g5 alfiere del nero · d4 cavallo del bianco · f4 pedone del nero · h4 pedone del nero · f3 alfiere del bianco · h3 pedone del bianco · f2 pedone del bianco · a1 re del bianco | h8 cavallo del nero · b7 pedone del nero · g7 donna del nero · b6 pedone del bianco · d6 torre del bianco · c5 pedone del bianco · d5 cavallo del bianco · e5 re del nero · g5 alfiere del nero · d4 cavallo del bianco · f4 pedone del nero · h4 pedone del nero · f3 alfiere del bianco · h3 pedone del bianco · f2 pedone del bianco · a1 re del bianco | h8 cavallo del nero · b7 pedone del nero · g7 donna del nero · b6 pedone del bianco · d6 torre del bianco · c5 pedone del bianco · d5 cavallo del bianco · e5 re del nero · g5 alfiere del nero · d4 cavallo del bianco · f4 pedone del nero · h4 pedone del nero · f3 alfiere del bianco · h3 pedone del bianco · f2 pedone del bianco · a1 re del bianco | 7 |
| 6 | h8 cavallo del nero · b7 pedone del nero · g7 donna del nero · b6 pedone del bianco · d6 torre del bianco · c5 pedone del bianco · d5 cavallo del bianco · e5 re del nero · g5 alfiere del nero · d4 cavallo del bianco · f4 pedone del nero · h4 pedone del nero · f3 alfiere del bianco · h3 pedone del bianco · f2 pedone del bianco · a1 re del bianco | h8 cavallo del nero · b7 pedone del nero · g7 donna del nero · b6 pedone del bianco · d6 torre del bianco · c5 pedone del bianco · d5 cavallo del bianco · e5 re del nero · g5 alfiere del nero · d4 cavallo del bianco · f4 pedone del nero · h4 pedone del nero · f3 alfiere del bianco · h3 pedone del bianco · f2 pedone del bianco · a1 re del bianco | h8 cavallo del nero · b7 pedone del nero · g7 donna del nero · b6 pedone del bianco · d6 torre del bianco · c5 pedone del bianco · d5 cavallo del bianco · e5 re del nero · g5 alfiere del nero · d4 cavallo del bianco · f4 pedone del nero · h4 pedone del nero · f3 alfiere del bianco · h3 pedone del bianco · f2 pedone del bianco · a1 re del bianco | h8 cavallo del nero · b7 pedone del nero · g7 donna del nero · b6 pedone del bianco · d6 torre del bianco · c5 pedone del bianco · d5 cavallo del bianco · e5 re del nero · g5 alfiere del nero · d4 cavallo del bianco · f4 pedone del nero · h4 pedone del nero · f3 alfiere del bianco · h3 pedone del bianco · f2 pedone del bianco · a1 re del bianco | h8 cavallo del nero · b7 pedone del nero · g7 donna del nero · b6 pedone del bianco · d6 torre del bianco · c5 pedone del bianco · d5 cavallo del bianco · e5 re del nero · g5 alfiere del nero · d4 cavallo del bianco · f4 pedone del nero · h4 pedone del nero · f3 alfiere del bianco · h3 pedone del bianco · f2 pedone del bianco · a1 re del bianco | h8 cavallo del nero · b7 pedone del nero · g7 donna del nero · b6 pedone del bianco · d6 torre del bianco · c5 pedone del bianco · d5 cavallo del bianco · e5 re del nero · g5 alfiere del nero · d4 cavallo del bianco · f4 pedone del nero · h4 pedone del nero · f3 alfiere del bianco · h3 pedone del bianco · f2 pedone del bianco · a1 re del bianco | h8 cavallo del nero · b7 pedone del nero · g7 donna del nero · b6 pedone del bianco · d6 torre del bianco · c5 pedone del bianco · d5 cavallo del bianco · e5 re del nero · g5 alfiere del nero · d4 cavallo del bianco · f4 pedone del nero · h4 pedone del nero · f3 alfiere del bianco · h3 pedone del bianco · f2 pedone del bianco · a1 re del bianco | h8 cavallo del nero · b7 pedone del nero · g7 donna del nero · b6 pedone del bianco · d6 torre del bianco · c5 pedone del bianco · d5 cavallo del bianco · e5 re del nero · g5 alfiere del nero · d4 cavallo del bianco · f4 pedone del nero · h4 pedone del nero · f3 alfiere del bianco · h3 pedone del bianco · f2 pedone del bianco · a1 re del bianco | 6 |
| 5 | h8 cavallo del nero · b7 pedone del nero · g7 donna del nero · b6 pedone del bianco · d6 torre del bianco · c5 pedone del bianco · d5 cavallo del bianco · e5 re del nero · g5 alfiere del nero · d4 cavallo del bianco · f4 pedone del nero · h4 pedone del nero · f3 alfiere del bianco · h3 pedone del bianco · f2 pedone del bianco · a1 re del bianco | h8 cavallo del nero · b7 pedone del nero · g7 donna del nero · b6 pedone del bianco · d6 torre del bianco · c5 pedone del bianco · d5 cavallo del bianco · e5 re del nero · g5 alfiere del nero · d4 cavallo del bianco · f4 pedone del nero · h4 pedone del nero · f3 alfiere del bianco · h3 pedone del bianco · f2 pedone del bianco · a1 re del bianco | h8 cavallo del nero · b7 pedone del nero · g7 donna del nero · b6 pedone del bianco · d6 torre del bianco · c5 pedone del bianco · d5 cavallo del bianco · e5 re del nero · g5 alfiere del nero · d4 cavallo del bianco · f4 pedone del nero · h4 pedone del nero · f3 alfiere del bianco · h3 pedone del bianco · f2 pedone del bianco · a1 re del bianco | h8 cavallo del nero · b7 pedone del nero · g7 donna del nero · b6 pedone del bianco · d6 torre del bianco · c5 pedone del bianco · d5 cavallo del bianco · e5 re del nero · g5 alfiere del nero · d4 cavallo del bianco · f4 pedone del nero · h4 pedone del nero · f3 alfiere del bianco · h3 pedone del bianco · f2 pedone del bianco · a1 re del bianco | h8 cavallo del nero · b7 pedone del nero · g7 donna del nero · b6 pedone del bianco · d6 torre del bianco · c5 pedone del bianco · d5 cavallo del bianco · e5 re del nero · g5 alfiere del nero · d4 cavallo del bianco · f4 pedone del nero · h4 pedone del nero · f3 alfiere del bianco · h3 pedone del bianco · f2 pedone del bianco · a1 re del bianco | h8 cavallo del nero · b7 pedone del nero · g7 donna del nero · b6 pedone del bianco · d6 torre del bianco · c5 pedone del bianco · d5 cavallo del bianco · e5 re del nero · g5 alfiere del nero · d4 cavallo del bianco · f4 pedone del nero · h4 pedone del nero · f3 alfiere del bianco · h3 pedone del bianco · f2 pedone del bianco · a1 re del bianco | h8 cavallo del nero · b7 pedone del nero · g7 donna del nero · b6 pedone del bianco · d6 torre del bianco · c5 pedone del bianco · d5 cavallo del bianco · e5 re del nero · g5 alfiere del nero · d4 cavallo del bianco · f4 pedone del nero · h4 pedone del nero · f3 alfiere del bianco · h3 pedone del bianco · f2 pedone del bianco · a1 re del bianco | h8 cavallo del nero · b7 pedone del nero · g7 donna del nero · b6 pedone del bianco · d6 torre del bianco · c5 pedone del bianco · d5 cavallo del bianco · e5 re del nero · g5 alfiere del nero · d4 cavallo del bianco · f4 pedone del nero · h4 pedone del nero · f3 alfiere del bianco · h3 pedone del bianco · f2 pedone del bianco · a1 re del bianco | 5 |
| 4 | h8 cavallo del nero · b7 pedone del nero · g7 donna del nero · b6 pedone del bianco · d6 torre del bianco · c5 pedone del bianco · d5 cavallo del bianco · e5 re del nero · g5 alfiere del nero · d4 cavallo del bianco · f4 pedone del nero · h4 pedone del nero · f3 alfiere del bianco · h3 pedone del bianco · f2 pedone del bianco · a1 re del bianco | h8 cavallo del nero · b7 pedone del nero · g7 donna del nero · b6 pedone del bianco · d6 torre del bianco · c5 pedone del bianco · d5 cavallo del bianco · e5 re del nero · g5 alfiere del nero · d4 cavallo del bianco · f4 pedone del nero · h4 pedone del nero · f3 alfiere del bianco · h3 pedone del bianco · f2 pedone del bianco · a1 re del bianco | h8 cavallo del nero · b7 pedone del nero · g7 donna del nero · b6 pedone del bianco · d6 torre del bianco · c5 pedone del bianco · d5 cavallo del bianco · e5 re del nero · g5 alfiere del nero · d4 cavallo del bianco · f4 pedone del nero · h4 pedone del nero · f3 alfiere del bianco · h3 pedone del bianco · f2 pedone del bianco · a1 re del bianco | h8 cavallo del nero · b7 pedone del nero · g7 donna del nero · b6 pedone del bianco · d6 torre del bianco · c5 pedone del bianco · d5 cavallo del bianco · e5 re del nero · g5 alfiere del nero · d4 cavallo del bianco · f4 pedone del nero · h4 pedone del nero · f3 alfiere del bianco · h3 pedone del bianco · f2 pedone del bianco · a1 re del bianco | h8 cavallo del nero · b7 pedone del nero · g7 donna del nero · b6 pedone del bianco · d6 torre del bianco · c5 pedone del bianco · d5 cavallo del bianco · e5 re del nero · g5 alfiere del nero · d4 cavallo del bianco · f4 pedone del nero · h4 pedone del nero · f3 alfiere del bianco · h3 pedone del bianco · f2 pedone del bianco · a1 re del bianco | h8 cavallo del nero · b7 pedone del nero · g7 donna del nero · b6 pedone del bianco · d6 torre del bianco · c5 pedone del bianco · d5 cavallo del bianco · e5 re del nero · g5 alfiere del nero · d4 cavallo del bianco · f4 pedone del nero · h4 pedone del nero · f3 alfiere del bianco · h3 pedone del bianco · f2 pedone del bianco · a1 re del bianco | h8 cavallo del nero · b7 pedone del nero · g7 donna del nero · b6 pedone del bianco · d6 torre del bianco · c5 pedone del bianco · d5 cavallo del bianco · e5 re del nero · g5 alfiere del nero · d4 cavallo del bianco · f4 pedone del nero · h4 pedone del nero · f3 alfiere del bianco · h3 pedone del bianco · f2 pedone del bianco · a1 re del bianco | h8 cavallo del nero · b7 pedone del nero · g7 donna del nero · b6 pedone del bianco · d6 torre del bianco · c5 pedone del bianco · d5 cavallo del bianco · e5 re del nero · g5 alfiere del nero · d4 cavallo del bianco · f4 pedone del nero · h4 pedone del nero · f3 alfiere del bianco · h3 pedone del bianco · f2 pedone del bianco · a1 re del bianco | 4 |
| 3 | h8 cavallo del nero · b7 pedone del nero · g7 donna del nero · b6 pedone del bianco · d6 torre del bianco · c5 pedone del bianco · d5 cavallo del bianco · e5 re del nero · g5 alfiere del nero · d4 cavallo del bianco · f4 pedone del nero · h4 pedone del nero · f3 alfiere del bianco · h3 pedone del bianco · f2 pedone del bianco · a1 re del bianco | h8 cavallo del nero · b7 pedone del nero · g7 donna del nero · b6 pedone del bianco · d6 torre del bianco · c5 pedone del bianco · d5 cavallo del bianco · e5 re del nero · g5 alfiere del nero · d4 cavallo del bianco · f4 pedone del nero · h4 pedone del nero · f3 alfiere del bianco · h3 pedone del bianco · f2 pedone del bianco · a1 re del bianco | h8 cavallo del nero · b7 pedone del nero · g7 donna del nero · b6 pedone del bianco · d6 torre del bianco · c5 pedone del bianco · d5 cavallo del bianco · e5 re del nero · g5 alfiere del nero · d4 cavallo del bianco · f4 pedone del nero · h4 pedone del nero · f3 alfiere del bianco · h3 pedone del bianco · f2 pedone del bianco · a1 re del bianco | h8 cavallo del nero · b7 pedone del nero · g7 donna del nero · b6 pedone del bianco · d6 torre del bianco · c5 pedone del bianco · d5 cavallo del bianco · e5 re del nero · g5 alfiere del nero · d4 cavallo del bianco · f4 pedone del nero · h4 pedone del nero · f3 alfiere del bianco · h3 pedone del bianco · f2 pedone del bianco · a1 re del bianco | h8 cavallo del nero · b7 pedone del nero · g7 donna del nero · b6 pedone del bianco · d6 torre del bianco · c5 pedone del bianco · d5 cavallo del bianco · e5 re del nero · g5 alfiere del nero · d4 cavallo del bianco · f4 pedone del nero · h4 pedone del nero · f3 alfiere del bianco · h3 pedone del bianco · f2 pedone del bianco · a1 re del bianco | h8 cavallo del nero · b7 pedone del nero · g7 donna del nero · b6 pedone del bianco · d6 torre del bianco · c5 pedone del bianco · d5 cavallo del bianco · e5 re del nero · g5 alfiere del nero · d4 cavallo del bianco · f4 pedone del nero · h4 pedone del nero · f3 alfiere del bianco · h3 pedone del bianco · f2 pedone del bianco · a1 re del bianco | h8 cavallo del nero · b7 pedone del nero · g7 donna del nero · b6 pedone del bianco · d6 torre del bianco · c5 pedone del bianco · d5 cavallo del bianco · e5 re del nero · g5 alfiere del nero · d4 cavallo del bianco · f4 pedone del nero · h4 pedone del nero · f3 alfiere del bianco · h3 pedone del bianco · f2 pedone del bianco · a1 re del bianco | h8 cavallo del nero · b7 pedone del nero · g7 donna del nero · b6 pedone del bianco · d6 torre del bianco · c5 pedone del bianco · d5 cavallo del bianco · e5 re del nero · g5 alfiere del nero · d4 cavallo del bianco · f4 pedone del nero · h4 pedone del nero · f3 alfiere del bianco · h3 pedone del bianco · f2 pedone del bianco · a1 re del bianco | 3 |
| 2 | h8 cavallo del nero · b7 pedone del nero · g7 donna del nero · b6 pedone del bianco · d6 torre del bianco · c5 pedone del bianco · d5 cavallo del bianco · e5 re del nero · g5 alfiere del nero · d4 cavallo del bianco · f4 pedone del nero · h4 pedone del nero · f3 alfiere del bianco · h3 pedone del bianco · f2 pedone del bianco · a1 re del bianco | h8 cavallo del nero · b7 pedone del nero · g7 donna del nero · b6 pedone del bianco · d6 torre del bianco · c5 pedone del bianco · d5 cavallo del bianco · e5 re del nero · g5 alfiere del nero · d4 cavallo del bianco · f4 pedone del nero · h4 pedone del nero · f3 alfiere del bianco · h3 pedone del bianco · f2 pedone del bianco · a1 re del bianco | h8 cavallo del nero · b7 pedone del nero · g7 donna del nero · b6 pedone del bianco · d6 torre del bianco · c5 pedone del bianco · d5 cavallo del bianco · e5 re del nero · g5 alfiere del nero · d4 cavallo del bianco · f4 pedone del nero · h4 pedone del nero · f3 alfiere del bianco · h3 pedone del bianco · f2 pedone del bianco · a1 re del bianco | h8 cavallo del nero · b7 pedone del nero · g7 donna del nero · b6 pedone del bianco · d6 torre del bianco · c5 pedone del bianco · d5 cavallo del bianco · e5 re del nero · g5 alfiere del nero · d4 cavallo del bianco · f4 pedone del nero · h4 pedone del nero · f3 alfiere del bianco · h3 pedone del bianco · f2 pedone del bianco · a1 re del bianco | h8 cavallo del nero · b7 pedone del nero · g7 donna del nero · b6 pedone del bianco · d6 torre del bianco · c5 pedone del bianco · d5 cavallo del bianco · e5 re del nero · g5 alfiere del nero · d4 cavallo del bianco · f4 pedone del nero · h4 pedone del nero · f3 alfiere del bianco · h3 pedone del bianco · f2 pedone del bianco · a1 re del bianco | h8 cavallo del nero · b7 pedone del nero · g7 donna del nero · b6 pedone del bianco · d6 torre del bianco · c5 pedone del bianco · d5 cavallo del bianco · e5 re del nero · g5 alfiere del nero · d4 cavallo del bianco · f4 pedone del nero · h4 pedone del nero · f3 alfiere del bianco · h3 pedone del bianco · f2 pedone del bianco · a1 re del bianco | h8 cavallo del nero · b7 pedone del nero · g7 donna del nero · b6 pedone del bianco · d6 torre del bianco · c5 pedone del bianco · d5 cavallo del bianco · e5 re del nero · g5 alfiere del nero · d4 cavallo del bianco · f4 pedone del nero · h4 pedone del nero · f3 alfiere del bianco · h3 pedone del bianco · f2 pedone del bianco · a1 re del bianco | h8 cavallo del nero · b7 pedone del nero · g7 donna del nero · b6 pedone del bianco · d6 torre del bianco · c5 pedone del bianco · d5 cavallo del bianco · e5 re del nero · g5 alfiere del nero · d4 cavallo del bianco · f4 pedone del nero · h4 pedone del nero · f3 alfiere del bianco · h3 pedone del bianco · f2 pedone del bianco · a1 re del bianco | 2 |
| 1 | h8 cavallo del nero · b7 pedone del nero · g7 donna del nero · b6 pedone del bianco · d6 torre del bianco · c5 pedone del bianco · d5 cavallo del bianco · e5 re del nero · g5 alfiere del nero · d4 cavallo del bianco · f4 pedone del nero · h4 pedone del nero · f3 alfiere del bianco · h3 pedone del bianco · f2 pedone del bianco · a1 re del bianco | h8 cavallo del nero · b7 pedone del nero · g7 donna del nero · b6 pedone del bianco · d6 torre del bianco · c5 pedone del bianco · d5 cavallo del bianco · e5 re del nero · g5 alfiere del nero · d4 cavallo del bianco · f4 pedone del nero · h4 pedone del nero · f3 alfiere del bianco · h3 pedone del bianco · f2 pedone del bianco · a1 re del bianco | h8 cavallo del nero · b7 pedone del nero · g7 donna del nero · b6 pedone del bianco · d6 torre del bianco · c5 pedone del bianco · d5 cavallo del bianco · e5 re del nero · g5 alfiere del nero · d4 cavallo del bianco · f4 pedone del nero · h4 pedone del nero · f3 alfiere del bianco · h3 pedone del bianco · f2 pedone del bianco · a1 re del bianco | h8 cavallo del nero · b7 pedone del nero · g7 donna del nero · b6 pedone del bianco · d6 torre del bianco · c5 pedone del bianco · d5 cavallo del bianco · e5 re del nero · g5 alfiere del nero · d4 cavallo del bianco · f4 pedone del nero · h4 pedone del nero · f3 alfiere del bianco · h3 pedone del bianco · f2 pedone del bianco · a1 re del bianco | h8 cavallo del nero · b7 pedone del nero · g7 donna del nero · b6 pedone del bianco · d6 torre del bianco · c5 pedone del bianco · d5 cavallo del bianco · e5 re del nero · g5 alfiere del nero · d4 cavallo del bianco · f4 pedone del nero · h4 pedone del nero · f3 alfiere del bianco · h3 pedone del bianco · f2 pedone del bianco · a1 re del bianco | h8 cavallo del nero · b7 pedone del nero · g7 donna del nero · b6 pedone del bianco · d6 torre del bianco · c5 pedone del bianco · d5 cavallo del bianco · e5 re del nero · g5 alfiere del nero · d4 cavallo del bianco · f4 pedone del nero · h4 pedone del nero · f3 alfiere del bianco · h3 pedone del bianco · f2 pedone del bianco · a1 re del bianco | h8 cavallo del nero · b7 pedone del nero · g7 donna del nero · b6 pedone del bianco · d6 torre del bianco · c5 pedone del bianco · d5 cavallo del bianco · e5 re del nero · g5 alfiere del nero · d4 cavallo del bianco · f4 pedone del nero · h4 pedone del nero · f3 alfiere del bianco · h3 pedone del bianco · f2 pedone del bianco · a1 re del bianco | h8 cavallo del nero · b7 pedone del nero · g7 donna del nero · b6 pedone del bianco · d6 torre del bianco · c5 pedone del bianco · d5 cavallo del bianco · e5 re del nero · g5 alfiere del nero · d4 cavallo del bianco · f4 pedone del nero · h4 pedone del nero · f3 alfiere del bianco · h3 pedone del bianco · f2 pedone del bianco · a1 re del bianco | 1 |
|   | a | b | c | d | e | f | g | h |   |

Soluzione:
1. Cf6!  (min. 2. Cg4#)
1... Axf6/Dxf6   2.Td5 #